# Lorens Bachman
Lorens Bachman, född på 1600-talet, död 1727, var en svensk borgmästare och riksdagsman.

## Biografi
Lorens Bachman föddes på 1600-talet. Han arbetade som kronofogde och blev 1700 borgmästare i Sundsvalls stad. Bachman var riksdagsledamot för borgarståndet i Sundsvall vid riksdagen 1710, riksdagen 1713–1714 och riksdagen 1719.Han avled 1727.

### Familj
Bachman var gift med Margareta Svedonius. De fick tillsammans kommerserådet Anders Nordencrantz (1697–1772).